# Metafizica (Aristotel)
Metafizica este o lucrare de Aristotel scrisă cel mai probabil între 336 și 323 î.Hr.
Subiectul lucrării este tot ce există, privit prin perspectiva strictă a simplei sale existențe și nu a relativei importanțe pe care acel corp, lucru, obiect, concept, idee, noțiune etc. l-ar avea sau nu. 
Aristotel tratează de asemenea diferite aspecte ale cauzalității, existența obiectelor matematice și a lui Dumnezeu. 
Filosofi anteriori, ca Heraclit și Platon, au luat în considerare subiecte asemănătoare, dar nu le-au tratat atât de nuanțat și sistematic.  

## Titlu și formă
Lucrarea a fost numită de Aristotel Filosofia Primă (gr. He Prote Philosophia ). Titlul de Metafizica (cuvânt compus din meta „după” și physika „cele fizice”) a fost dat de Andronicus din Rhodos, primul editor al textelor aristotelice, care l-a așezat, în ediție, după tratatele de științe naturale. Titlul este și o sugestie pentru studiul lucrării după cel al științele naturale (mișcarea, repausul, viteza, timpul, viața sub toate aspectele sale etc.).
Lucrarea este o colecție de diferite texte. Primele două părți sunt numerotate în manuscris cu litera grecească alfa, care însemna și unu. Pentru a evita confuziile, se obișnuiește ca diferitele capitole sau părți ale lucrării să fie denumite de ordinea literelor alfabetului grec (capitolul 1 devine alfa, 2 — alfa mic, 3 — beta, 4  gamma, 5 — delta, 6 — epsilon, 7 — zeta, 8 — eta, 9 — theta, 10 — iota, 11 — kappa, 12 — lambda, 13 — miu, 14 — niu).

## „Ființa se enunță în mod multiplu”
Subiectul principal al lucrării este ființa (în sens ontologic de „ceea ce are existență”), „ființa în caracterul ei de ființă” (gr. το ον η ον). În viziunea lui Aristotel, greșeala predecesorilor (Presocratici, Platon etc.) este că nu au ținut cont de multipla semnificație a ființei, desemnată în Metafizică prin fraza „ființa se enunță în mod multiplu” (gr. το ον λεгεΤαι Πολλαχος). Astfel, polisemia termenului το ον modifică în mod fundamental scopul lucrării și structurează întregul demers. 
Aristotel determină patru semnificații principale ale ființei:
1. „ființa prin accident” (κατα συμβεβεκος)
2. „ființa ca actualizare sau posibilitate” (ως δυναμις και ενεργεια)
3. „ființa după forma categoriilor” (κατα τα σκεματα της κατεγοριας)
4. „ființa ca adevăr”(ως αληθες)

Determinarea multiplă a ființei dată de multitudinea semnificațiilor sale, înseamnă că determinarea sensului ființei se va face tot la fel, în mod multiplu. Scopul proiectului filosofic al Metafizicii devine găsirea unui sens unitar al ființei în multitudinea semnificațiilor descoperite.
Sensul unitar al ființei este găsit tocmai în această multitudine de manifestări ale ființei. În faptul de a fi și de a se manifesta, ființa își descoperă sensul unitar, care este de fapt posibilitatea de a fi înțeleasă în mod diferit.

## Concepte
Substanță = Ființa în sine, imuabilă (identică cu sine). Acel tip de realitate a cărei existență nu este dependentă de altceva (v. Categorii, 2). În acest sens, substanța poate fi universală, adică substanță secundă (ca gen, specie, esență), respectiv particulară sau substanță primă (înțeleasă ca individual).
Materia = "Forma în potență" sau "potențialitate pură". Ființa în potență, în stare nedeterminată (virtualitate).
Forma = ființa în act, determină materia (energie)
Primul Motor = cauza mișcării din lume; este mișcătorul nemișcat, Act pur, imaterial, gândire pură (divinitatea supremă)
Omul = este un compus din materie și formă. Corpul nu este materie decât într-un sens metaforic deoarece, ca substanță primă, și corpul trebuie înțeles tot ca un compus formă-materie. Astfel, tot ceea ce este perceptibil ca și corp este act al corpului, adică formă în act. De asemenea, sufletul individual este la rândul său un compus care are drept formă intelectul. În concluzie, omul este o substanță având ca formă sufletul intelectiv.

## Vedeți și
- Metafizica, ramură a filosofiei
- Parmenide, dialog de Platon